# Varna (Sérvia)
Varna (em cirílico: Варна) é uma vila da Sérvia localizada no município de Šabac, pertencente ao distrito de Mačva, na região de Mačva. A sua população era de 1545 habitantes segundo o censo de 2011.

## Demografia
| 1948  | 1953  | 1961  | 1971  | 1981  | 1991  | 2002  | 2011  |
| ----- | ----- | ----- | ----- | ----- | ----- | ----- | ----- |
| 1 465 | 1 578 | 1 561 | 1 517 | 1 549 | 1 613 | 1 720 | 1 545 |